# San Diego Gulls (AHL)
Die San Diego Gulls sind ein US-amerikanisches Eishockeyfranchise aus San Diego, Kalifornien. Das Team spielt seit der Saison 2015/16 in der American Hockey League (AHL) und fungiert als Farmteam der Anaheim Ducks.

## Geschichte
Im Januar 2015 gab die American Hockey League eine umfangreiche Umstrukturierung zur Saison 2015/16 bekannt, in deren Rahmen eine neue Pacific Division gegründet wurde und fünf Teams nach Kalifornien übersiedelten. Eines dieser fünf Teams waren die Norfolk Admirals, die nach San Diego umzogen und fortan als San Diego Gulls firmieren. Die Anaheim Ducks bleiben dabei der NHL-Kooperationspartner. Zudem ist dies damit bereits das fünfte professionelle Franchise, das unter diesem Namen in der Stadt spielt.
Im Juni 2015 wurde Dallas Eakins zum ersten Cheftrainer der Gulls ernannt.